# André Hazes
André Gerardus Hazes (Amsterdam, 30 juni 1951 – Woerden, 23 september 2004), postuum ook wel bekend als André Hazes sr. ter onderscheid van zijn gelijknamige zoon, was een Nederlandse volkszanger. Vanaf de late jaren 70 verwierf hij grote populariteit in Nederland en Vlaanderen met zijn eigentijdse vertolking van het levenslied. Hazes geldt als een van de succesvolste artiesten binnen het genre.
Zijn grootste hits omvatten Eenzame kerst (1976), Een beetje verliefd (1981), Ik meen 't (1985), Wij houden van Oranje (1988), Bloed, zweet en tranen (2002). Na zijn dood werden Zij gelooft in mij (2004) en Blijf bij mij (2007, met Gerard Joling) opnieuw uitgebracht. Hazes bracht in totaal meer dan 300 nummers uit op 26 studioalbums, exclusief compilatie- en live-albums.

## Levensloop

### Jeugd

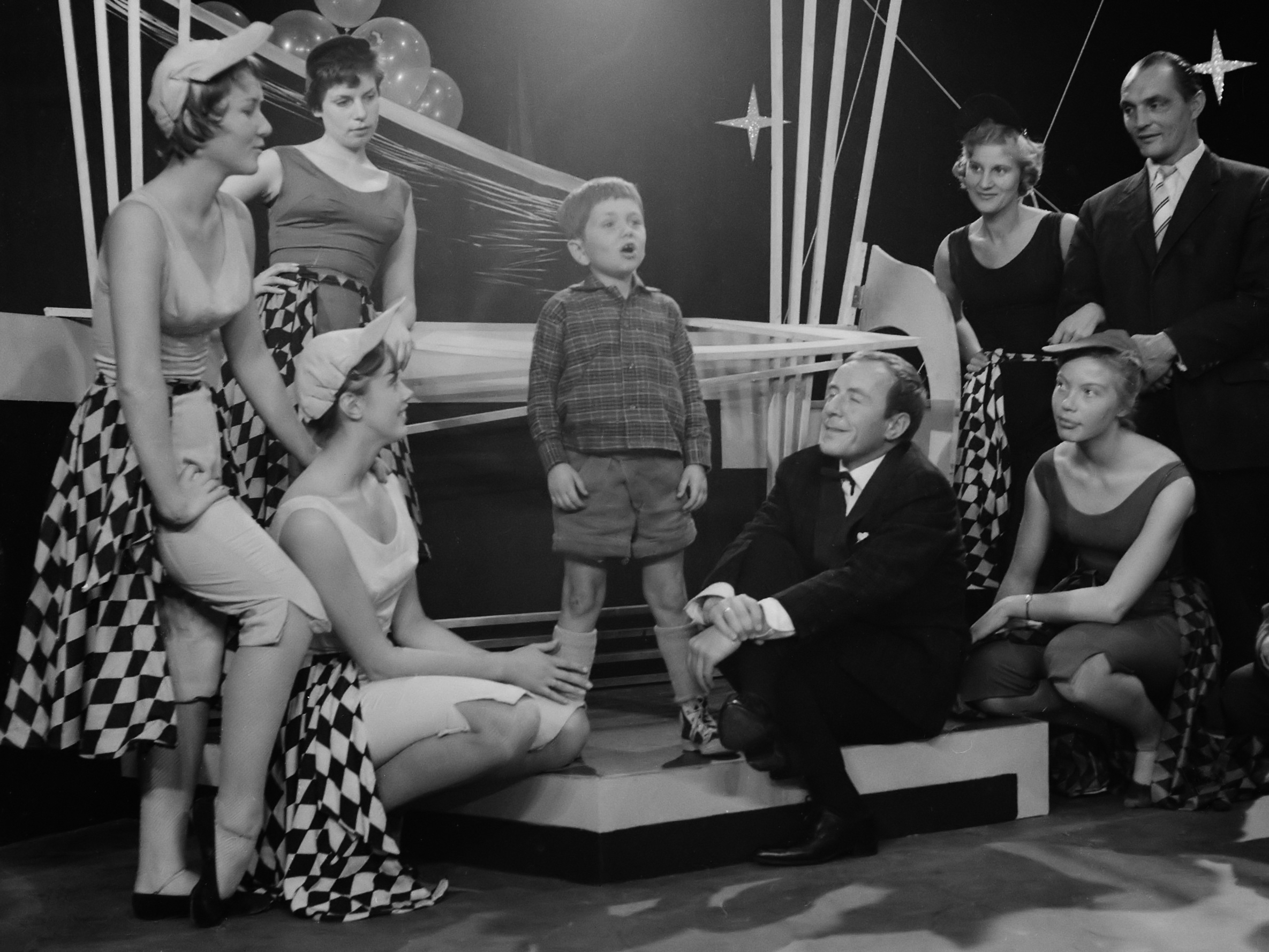
AVRO Weekend Show, 8-jarige André Hazes zingt Droomschip met Johnny Kraaijkamp (3 oktober 1959)

André Hazes werd geboren in de Gerard Doustraat 67-III te Amsterdam en bracht zijn jeugd door in de volkswijk De Pijp. Hazes had vier broers en een zus. Zijn oudste broer, Joop Hazes, was ook zanger. Zijn zangtalent werd op 5 mei 1959 ontdekt door Johnny Kraaijkamp sr., toen André op de Albert Cuypmarkt stond te zingen. Zodoende verdiende hij geld om een cadeautje te kopen voor zijn moeder die de volgende dag jarig was. Hierna werd hij door Kraaijkamp als kindsterretje gelanceerd in het televisieprogramma AVRO's weekendshow. Er werden twee singles gemaakt: Droomschip en Juanita, maar de kleine Hazes brak niet door. Wel kwamen er verschillende aanvragen binnen voor optredens, maar deze werden door Kraaijkamp afgewimpeld zodat Hazes zich kon richten op school. De vader van Hazes had namelijk een geldboete gekregen voor het drie keer schoolverzuim dat zijn zoon had gepleegd voor het televisieprogramma. Door zijn optreden kreeg Hazes in november de beroemde zangeres Caterina Valente thuis op bezoek.

### Loopbaan

#### Jaren 70
Hazes zijn eerste baantje was op zijn veertiende bij de Draka fabriek in Amsterdam-Noord. Toen hij voor de tweede keer werd "ontdekt", werkte Hazes als barman in café De Krommerdt. Over de 'tweede ontdekking' van Hazes tekende biograaf Jos van Zoelen twee versies op: een van producer en arrangeur Job Maarse en een van Tonny Verbrugge, de zoon van Willy Alberti. In september 1976, aldus Maarse, bood Hazes zijn nummer Eenzame Kerst (geschreven door Hazes zelf en zijn neef Tonnie Leroy) aan aan producers Hans van Hemert en Roy Beltman, die er allebei niks in zagen. Daarop stuurde hij een cassette naar Willy Alberti. Alberti belde producer en arrangeur Job Maarse op: 'Het is een apart lied, maar het heeft iets.' Toen Maarse de demo hoorde, zei hij:
Jongen, dat is een dikke hit. Maar dat moet jij niet zingen. Dat moet die gast zelf zingen. Wat een stem! Wie is dat?
Maarse nam contact op met Hazes en vroeg hem of die het zelf wilde opnemen.
Volgens Tonny Alberti kwam de vrouw van Hazes, Annie, met de cassette langs in de platenzaak van Alberti in Amsterdam. Tonny was meteen onder de indruk en nodigde Hazes uit om bij zijn ouders langs te gaan. Volgens hem zou Willy Alberti na beluistering gezegd hebben: 'Dit ga je zelf doen. Jij moet morgen om elf uur hier zijn, dan gaan wij naar Phonogram.'
Producer Maarse associeerde het nummer met een Jordaan-geluid en bracht drie accordeonisten die dat geluid konden produceren, naar de studio: Coen van Orsouw, Harry Mooten en Jan Gorissen. Vijf dagen later werd het lied in een Hilversumse studio opgenomen. Aanvankelijk werd het niet op de radio gedraaid en in vijf weken werden er ongeveer 67 exemplaren verkocht. Toen dj Hugo van Gelderen het op de toenmalige radiozender Hilversum 3 draaide, kwam het de hitparade binnen. In de Nationale Hitparade steeg het nummer van de zestiende naar de eerste plaats. De opvolgers Mamma (april 1977) en De vlieger (oktober 1977) waren bescheiden successen.
In april 1977 nam hij een nachtclub over van Johnny Meijer op het Rembrandtplein samen met een vriend. De volgende maand zou Hazes zijn eerste optreden hebben, waarbij hij zakelijk gecoacht werd door Cor Coster. Uiteindelijk brak Hazes met de nachtclub op het Rembrandtplein, omdat hij meer geld wilde. Hazes raakte door het succes vrienden kwijt, kreeg stemproblemen waar hij aan geopereerd moest worden en kwam in scheiding met zijn eerste vrouw. Hazes vond dat hij door zijn platenmaatschappij Phonogram niet goed was begeleid. Hazes raakte na zijn succesvolle jaar (1977) hierdoor naar eigen zeggen twee jaar in de goot, totdat hij zijn tweede vrouw ontmoette, die hem eruit trok. Zij verdiende in die tijd het geld.
Eind jaren '70 was hij uitbater van Café 't Zwaantje aan de Jonkheer Ramweg in Schalkwijk.

#### Jaren 80

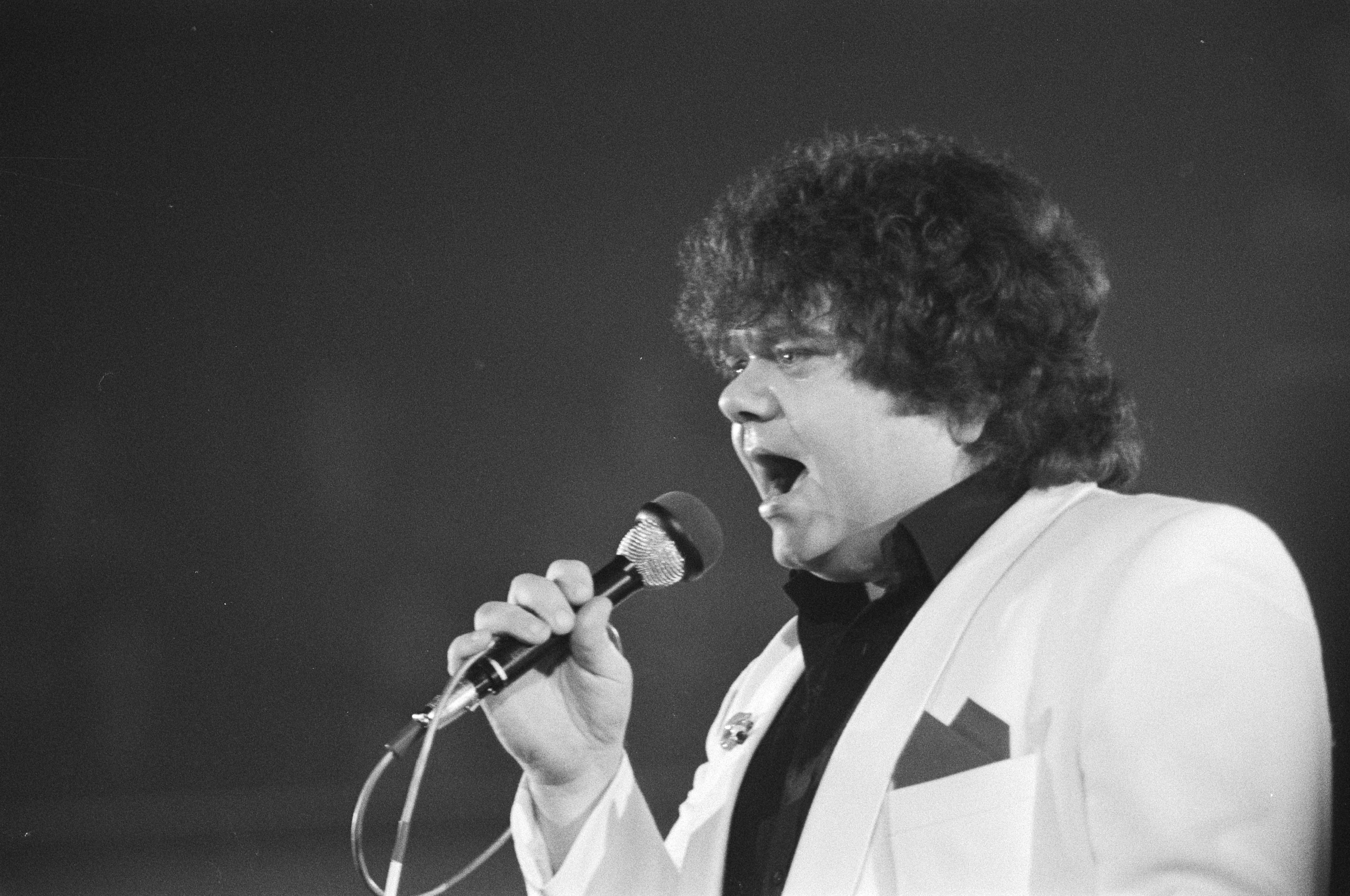
Hazes in 1982

Bij platenmaatschappij EMI waar hij in 1980 een exclusief contract tekende, nam hij met producer Tim Griek de nummers 'n Vriend en Een beetje verliefd op en het bijbehorende album Gewoon André (ook aanwezig was producer Coen van Vrijberghe de Coningh). Met Een beetje verliefd brak hij definitief door bij het grote publiek. Vele hitsingles volgden.
In oktober 1980 werd Pim ter Linde de manager van Hazes, gevolgd door André van der Keulen. Hazes kwam steeds vaker op televisie zoals in de programma's Op volle toeren, Dag '80, hallo '81 en De Willem Ruis Lotto Show. In 1981 won hij de Zilveren Harp, wegens het verdienstelijk maken voor het Nederlandse lied. Door het hernieuwde succes besloot Hazes zijn oude platenmaatschappij oude opnamen van Hazes in de roulatie te brengen, tot ongenoegen van Hazes zelf.
Vanaf maart 1982 was Hazes de hoofdact in de avondvoorstellingen van Showcircus Joop van den Ende (Circus Bassie en Adriaan). Na een maand werd de samenwerking verbroken, omdat zijn optredens toch niet in de circusformule pasten. In mei 1982 bracht Hazes zijn eigen boek uit: Ik lach me kapot.
In december 1982 was Hazes te zien in de Van den Ende geproduceerde film De boezemvriend. Op 28 november 1982 gaf Hazes een groot concert met orkest in het Amsterdamse concertgebouw (dat hij zelf afhuurde). Voor dit concert viel hij in twee maanden 16kg af. Het concert werd een groot financieel succes.
Per 1 maart 1983 bracht hij zijn artistieke en commerciële belangen onder in zijn eigen productiemaatschappij: Melvin Producties b.v. Jos van Zoelen werd nu de manager van André Hazes. Op 25 maart 1983 stond Hazes vervolgens voor het eerst met een concert in Ahoy. Op 16 en 17 mei trad Hazes - in leren jack- samen met Herman Brood op tijdens het benefit-gala Het Gebaar voor Amnesty International in Carre, waarbij hij -in tegenstelling tot zijn dan eigen repertoire- de blues zong.
Een jaar later volgde een tweede concert in Ahoy. In 1984 had hij bij de VARA een eigen televisieserie Zoals u wenst mevrouw, waar ook zijn concert in Ahoy uit 1984 werd uitgezonden. In 1985 volgde de televisieshow Een avond met Andre met liedjes en sketches.
Na een succesvolle periode kreeg Hazes halverwege december 1985 last van drie maagbloedingen door spanningen, waardoor hij stopte met optreden, en kreeg hij kort daarop in februari 1986 een auto-ongeluk. Vanaf april kon hij langzaam weer werken aan het nieuwe album Innamorato met Italiaanse muziek. Toch besloot Hazes voorlopig (juni 1986) niet meer op te treden voor zijn eigen gezondheid en om meer tijd door te brengen met het gezin. Zo kreeg zijn vrouw last van geestelijke moeilijkheden. Als alternatief begon hij samen met inmiddels beste vriend en vaste producer Tim Griek een aannemersbedrijf. Pas in augustus stond een optreden voor publiek weer gepland, al gaf Hazes aan liever een normaal leven te willen hebben waarbij hij iedere avond gewoon thuis is. Pas op 21 januari 1987 kwam er een einde aan de rustperiode, waarbij Hazes een optreden gaf in de Jaap Edenhal in Amsterdam. Op 20 januari 1988 trad Hazes op in Koninklijk Theater Carré. Een maand later overleed onverwachts Tim Griek door een auto-ongeluk. Het album Liefde Leven Geven werd aan hem opgedragen. De platen werden vanaf toen geproduceerd door Jacques Verburgt en John van de Ven ("Sjaak en Sjon"). Zij waren vanaf de start van zijn contract met EMI bij zijn opnames als arrangeur en technicus betrokken.
In 1989 maakte Hazes, als cadeautje van de platenmaatschappij wegens zijn tienjarig jubileum bij EMI, voor het eerst bluesachtig repertoire, met het album Dit is wat ik wil, waarvoor hij samenwerkte met Herman Brood, Jan Akkerman, Kaz Lux en John Lagrand. Het plan voor deze plaat had Hazes al jaren met Griek. In november stierf Hazes’ vader, wat de aanleiding werd voor het schrijven van het lied Kleine jongen voor zijn zoon Melvin.

#### Jaren 90
In september 1990 kwam Hazes in het ziekenhuis voor vier weken door wederom een maagbloeding.  Later werd bekend dat Hazes ging scheiden van zijn tweede vrouw. Hazes stopte vervolgens voor vier maanden met alcohol drinken, waardoor hij zestien kilo afviel. In 1991 trouwde Hazes voor de derde keer. 
In 1992 blies Hazes samen met Paul de Leeuw het nummer Droomland nieuw leven in bij De schreeuw van De Leeuw, waarbij ze verkleed waren als kabouters. Ook had Hazes een gastrol bij In de Vlaamsche pot. In 1994 gaf Hazes zijn jubileumconcert in Ahoy. Naar aanleiding van het concert werd een special over Hazes door de TROS uitgezonden. Hazes gaf in zijn jubileumjaar aan dat hij het plan had om op zijn vijftigste te willen stoppen met zingen, om een kroeg te beginnen in Spanje. In 1995 ontving hij een Gouden Harp.
In 1997 en 1998 stond Hazes opnieuw in Ahoy. Onder de titel André Hazes zingt gewoon voor jou werd het concert uit 1998 in twee delen op televisie uitgezonden. Hetzelfde jaar was Hazes tweemaal achter elkaar te gast in Villa BvD, om vervolgens de jaren daarna meerdere malen in Barend & Van Dorp te verschijnen als tafelgast.
In 1999 kende de carrière van Hazes de zoveelste opleving door zijn rol in een reclamespotje van Unox en door een documentaire van John Appel, getiteld Zij gelooft in mij.

#### Jaren 00
In 2000 weigerde Hazes de Edison Oeuvreprijs 2000 Nationaal, omdat in de media werd gesuggereerd dat hij tweede keus was achter Doe Maar. Tijdens de TMF Awards ontving hij de All time achievement award. Met Patrick Kluivert maakte hij samen het programma André en Patrick van Oranje. In februari 2001 was hij te zien in een gastrol in de voetbalkomedie All Stars, in de aflevering De geur van kampioenen.
In juni 2001 vierde Hazes zijn vijftigste verjaardag in het Amsterdamse Paradiso. Op het podium kreeg Hazes uit handen van burgemeester Job Cohen het Ereteken van Verdienste van de Stad Amsterdam. Een registratie werd op 31 december op televisie uitgezonden onder de titel Abraham Hazes. Tegelijkertijd bereikte zijn album Al 15 jaar gewoon André een mijlpaal door tweehonderd weken in de album top 100 te staan. Ook gaf hij in 2001 driemaal een concert in Ahoy en tweemaal in de Heineken Music Hall. Alle concerten waren uitverkocht. Tot slot verscheen zijn tweede boek Al mijn woorden.
In 2002 maakte Hazes een korte politieke carrière door: hij verwierf bij de gemeenteraadsverkiezingen van 2002 een gemeenteraadszetel in de gemeente De Ronde Venen voor de partij Ronde Venen Belang.
Op 24 augustus 2002 gaf Hazes een concert in een uitverkocht Olympisch Stadion. Het concert was het eerste muziekoptreden sinds 1983 in het Olympisch Stadion, toen Supertramp optrad.
In maart 2003 werd bekend dat Hazes ging scheiden van zijn vrouw Rachel. Een paar dagen later kwamen ze toch weer bij elkaar. Ook werd hij die maand veroordeeld tot een boete voor mishandeling en belediging van een medepassagier van KLM.
In juni vierde hij zijn 25-jarig jubileum met twee grootse concerten in de ArenA als eerste Nederlandse solozanger. Ook verscheen in augustus een verzamelalbum 25 jaar Hazes, dat binnen 2 maanden goud werd met 40.000 verkochte exemplaren. In diezelfde maand kwam nogmaals naar buiten dat Hazes ging scheiden, maar dat Rachel wel zijn zaken en boekingen bleef behartigen. In oktober werd bekend dat de twee geplande concerten in december in Ahoy werden afgelast door deze huwelijkscrisis. Rond februari 2004 kwam het stel weer bij elkaar en op 29 en 31 maart 2004 werden de twee afgelaste concerten in Ahoy alsnog gedaan.
Op 17 en 24 april 2004 was Hazes te zien bij de concertreeks Amsterdamse Avond.

### Overlijden
Hazes kreeg in 2004 gehoorproblemen, waarbij hij een permanente ruis in zijn oor hoorde en zichzelf niet meer kon horen spreken. Dit werd duidelijk tijdens een televisieoptreden in Villa BvD, waar hij op 15 juni 2004 Wij houden van Oranje zong. De volgende dag zong hij Bloed, zweet en tranen in hetzelfde programma, wat zijn laatste televisieoptreden zou zijn waarin hij zong.
Ondanks deze problemen gaf Hazes op 25 juni 2004 nog een concert in de Amsterdam ArenA, maar de recensies waren negatief: hij zong soms vals en had moeite met het tempo. Hierdoor besloot hij in augustus 2004 twee geplande concerten in Ahoy te annuleren. In september verscheen hij in een videoboodschap voor het Junior Songfestival en was hij te zien in een reclamespot voor Verkade, waarvan zijn scène na zijn overlijden werd verwijderd.
Op 21 september 2004 werd Hazes met hoge koorts en benauwdheid opgenomen in het Hofpoort Ziekenhuis in Woerden. Twee dagen later overleed hij aan twee hartinfarcten en een hartstilstand. Zijn laatst opgenomen nummers Vaag en stil, Toe laat me en Sterk wil ik zijn verschenen in 2005 op het album André Hazes - Het complete hitoverzicht.

### Afscheid

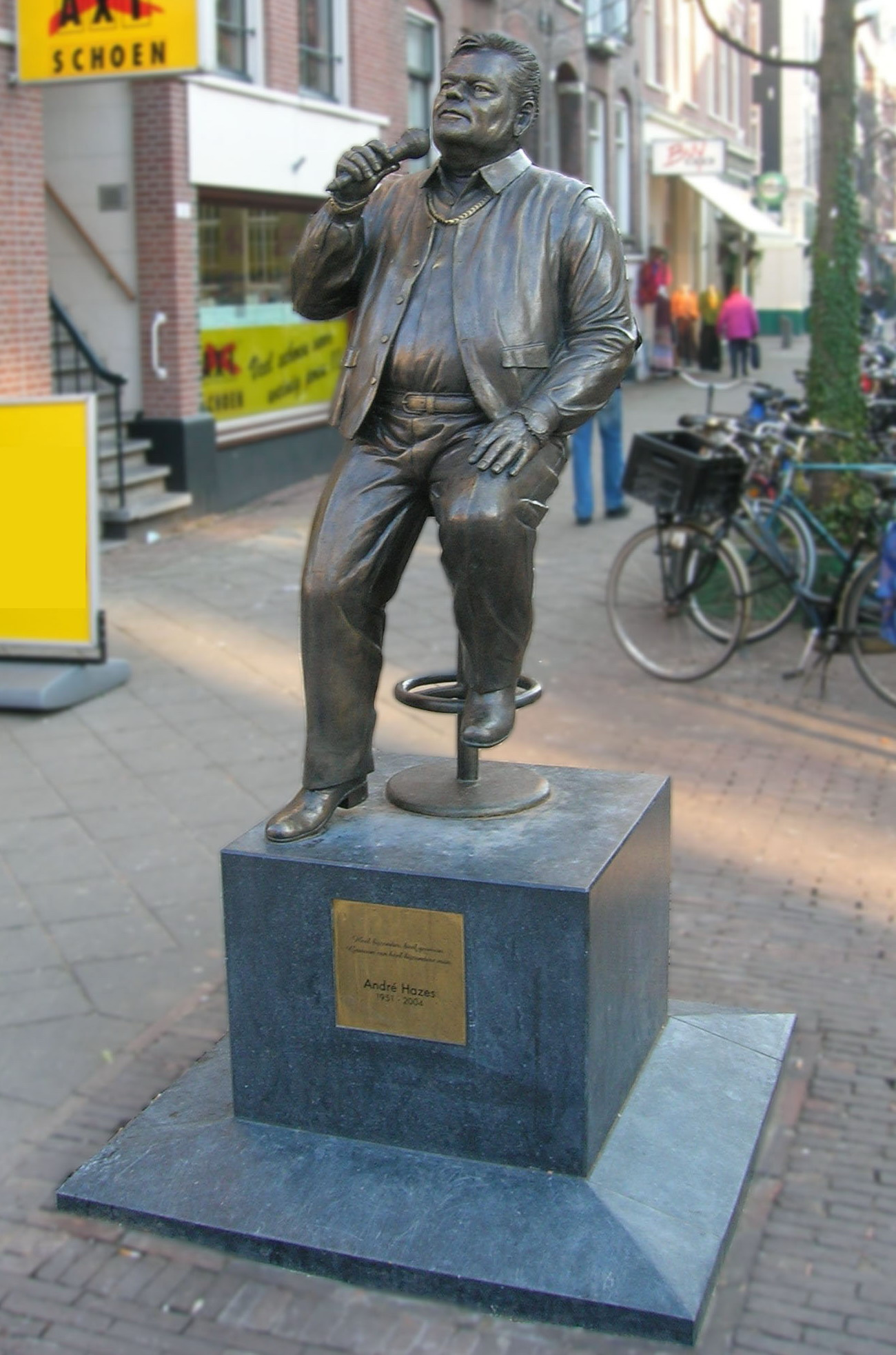
Beeld van Hazes in de Pijp, Amsterdam

Op 27 september 2004 woonden ongeveer 48.000 mensen een afscheidsceremonie voor de zanger bij in de Amsterdam ArenA. Hazes had op die plek zijn afscheidsconcert op 23 september 2005 willen geven. Het eerbetoon werd uitgezonden door de TROS en VTM, en trok ongeveer 6 miljoen kijkers, waarvan 1 miljoen uit Vlaanderen.
In aanwezigheid van Hazes' nabestaanden en met zijn kist op de middenstip van het voetbalveld leidde Ajax-stadionspeaker Wim Bohnenn een ceremonie die bestond uit toespraken en optredens van Nederlandse artiesten. Trijntje Oosterhuis zong het lied dat Hazes ooit aan zijn oudste zoontje opdroeg: Kleine jongen. Guus Meeuwis zong Geef mij je angst. René Froger deed zijn aandeel met Hazes' emotionele Bloed, zweet en tranen en Peter Beense en Wolter Kroes zongen het nummer Het is koud zonder jou. Paul de Leeuw hield een emotionele toespraak, die hij beëindigde met een stukje zang van het nummer Droomland, een duet van hem en Hazes. De band Hollywood Boulevard, jarenlang Hazes' vaste begeleiders bij concerten, loste een belofte in die bandleider Jan Buis aan Hazes had gedaan: ze speelden Still got the blues van Gary Moore. Tot de sprekers behoorden burgemeester Job Cohen van Amsterdam, Hazes' idool Johan Cruijff, producers Sjaak en Sjon, schoonvader Jan van Galen en Hazes' zoon Dré jr.
De afscheidsceremonie werd afgesloten door een rondgang van de kist door de Amsterdam ArenA, begeleid door Xander de Buisonjé, die het nummer Zij gelooft in mij bracht. De kist verliet de ArenA door een erehaag van Ajax-supporters van de F-Side. Opmerkelijk was dat Hazes van oudsher meer ophad met FC Amsterdam (DWS) en Feyenoord en Ajax pas later in zijn leven een rol ging spelen. Zo maakte Hazes in 1982 speciaal een lied voor FC Amsterdam in het programma Voetbal'80.
De single Zij gelooft in mij werd op 29 september opnieuw uitgebracht en leverde Hazes al in de voorverkoop zijn vijfde nummer 1-hit op. Het was echter wel zijn eerste nummer 1-hit in de Nederlandse Top 40. Eerder stonden Eenzame kerst, Diep in mijn hart, Ik meen 't en Wij houden van Oranje bovenaan in de Nationale Hitparade.
Op 23 september 2005 werd, conform de wens van de zanger, een deel van zijn as met tien vuurpijlen de lucht in geschoten vanaf het strand van Hoek van Holland. Deze gebeurtenis werd opnieuw live uitgezonden door de TROS. Op dezelfde dag werd ook zijn standbeeld onthuld op de Albert Cuypmarkt, in de Albert Cuypstraat, te Amsterdam. Een jaar na het overlijden kwam er een documentaireserie over Hazes op de TROS: Namens André en een boek Typisch André. In 2020 en 2021 werd een standbeeld in de vorm van een LEGO pop van hem geplaatst op de Dam (de versie van 2020 werd vernield).

### Postuum
Na zijn overlijden had Hazes grote hits in de Nederlandse hitparades. Na de nummer 1-hit Zij gelooft in mij werden ook Vaag en stil en Wij houden van Oranje top 3-hits. In 2005 zongen de Toppers een André Hazes Medley tijdens Toppers in Concert. Hiermee werd meteen een ode gegeven aan de net overleden volkszanger.
In het voorjaar van 2007 had Hazes opnieuw een nummer 1-hit. Het duet Blijf bij mij met Gerard Joling kwam op nummer 3 binnen in de Nederlandse Top 40 en bleef daarna elf weken op nummer 1 staan. In de Mega Top 50 stond het tien weken op nummer 1; in de Single Top 100 bezette Blijf bij mij twaalf weken de eerste plaats. In deze lijst kwam Blijf bij mij drie keer terug op de hoogste positie.
In oktober 2007 kwam RTL met het televisieprogramma In duet met Hazes, waarin bekende Nederlanders samen met de overleden volkszanger een liedje zongen. Deze veertien duetten verschenen op de cd Samen met Dré, die op 5 november uitkwam. De eerste single van het album was Bedankt mijn vriend, waarop Hazes met zijn zoon André Hazes jr. zingt. De single werd Hazes' derde nummer 1-hit in de Nederlandse hitlijsten. De tweede single was het opnieuw uitgebrachte Donker om je heen, die hij samen met zanger Wolter Kroes zong. Op 26 mei 2008 was de ArenA het toneel van het meezingspektakel Samen met Dré in concert.

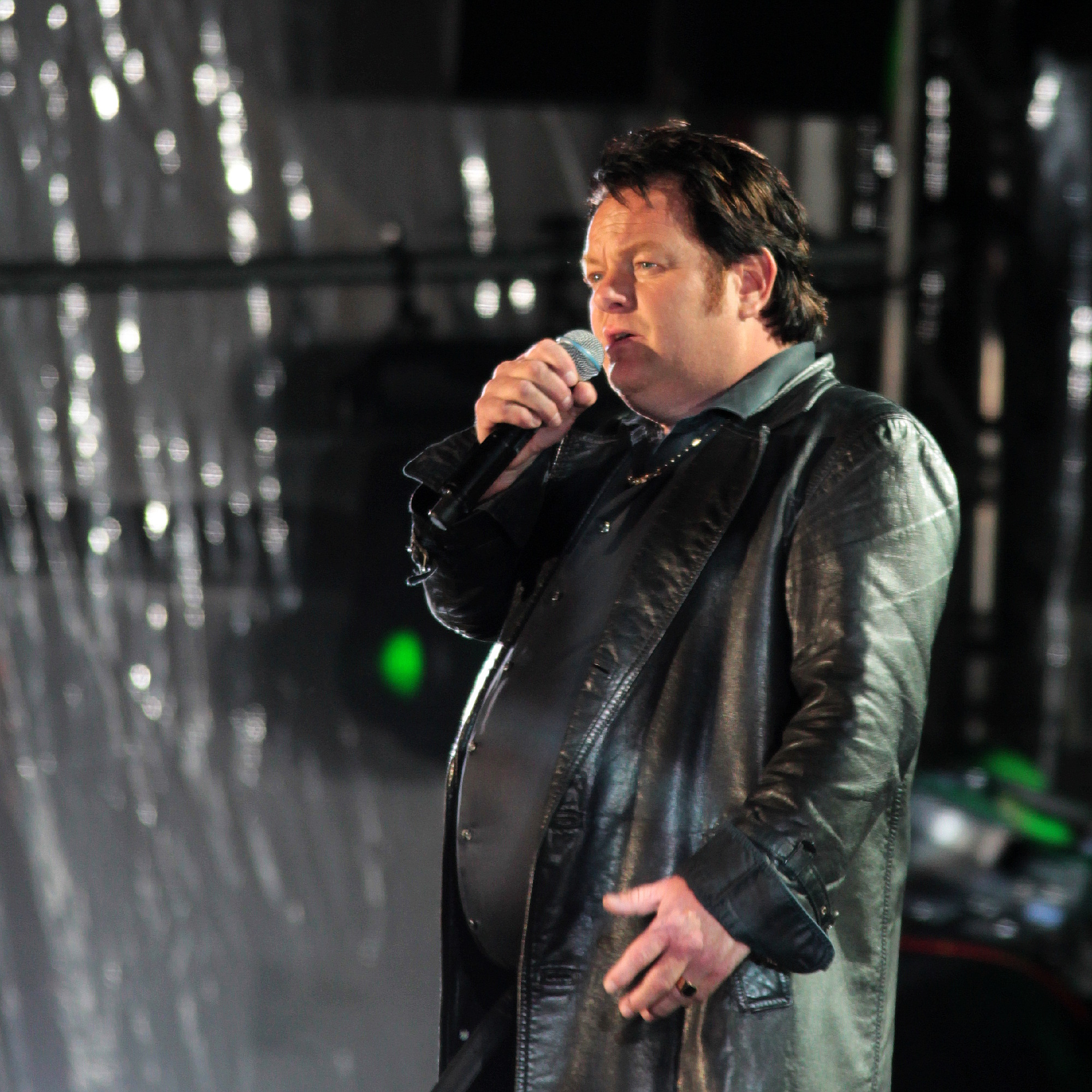
Van november 2012 t/m januari 2015 was de musical Hij Gelooft in Mij. De rol van Hazes wordt hierin vertolkt door Martijn Fischer.

Bloed, zweet en tranen kende in 2002 een klein commercieel succes, maar het lied is een soort evergreen geworden bij begeleiding van het Nederlands voetbalelftal naar een toernooi. Het werd gedurende het Wereldkampioenschap voetbal 2010 veelvuldig gedraaid. Reden waarom het weer steeg in de Radio 2 Top 2000 van 2010. Ook wordt het lied al jaren gedraaid bij de thuiswedstrijden van Oranje en Ajax.
Van november 2012 t/m januari 2015 was de musical Hij Gelooft in Mij, van Joop van den Ende Theaterproducties, te zien in het DeLaMar Theater te Amsterdam. De musical vertelde het verhaal over de hoge toppen en de diepe dalen van André Hazes. De rol van Hazes werd hierin vertolkt door Martijn Fischer.
Sinds 2013 vindt in de Ziggo Dome in Amsterdam jaarlijks Holland zingt Hazes plaats, een meezingevenement, net als bij Samen met Dré in concert, waarin bekende Nederlandse artiesten hits van Hazes zingen.
Eind maart 2015 ging de film Bloed, Zweet & Tranen in première in de Nederlandse bioscopen. Deze geromantiseerde film ging over het leven van de zanger. De rol van Hazes werd net als in de musical vertolkt door Martijn Fischer.
Op zijn 65e geboortedag in 2016 werd de niet eerder uitgekomen single Op De Schoorsteen Staat Een Foto postuum uitgebracht.
In 2017 stond de volkszanger voor het eerst als hologram op het podium tijdens Holland zingt Hazes. Het zong het nummer Zij gelooft in mij.
In 2020 bracht Roxeanne Hazes het duet Sorry uit, dat zij samen met haar vader zong. In datzelfde jaar werd het wassenbeeld van Hazes onthuld in het wassenbeeldenmuseum Madame Tussauds in Amsterdam.
Op 27 februari 2021 werd eenmalig Een Rondje Hazes georganiseerd, een coronaproof editie van Holland Zingt Hazes. Bij dit livestreamconcert zongen diverse Nederlandse artiesten, ter ere van de zeventigste verjaardag van de volkszanger, zijn liedjes vanuit het Koninklijk Concertgebouw.
In april 2021 kwam AVROTROS met de documentaire Kleine Jongen: het echte leven van André Hazes op de televisie. In een vierdelige reeks wordt, aan de hand van niet eerder vertoond materiaal, het leven van de volkszanger besproken.
In 2022 was het muziekprogramma Hazes Is De Basis te zien op de buis. In het SBS-programma geven verschillende Nederlandse artiesten een eigen draai aan hun favoriete nummer van André Hazes. Zo sloegen onder anderen zanger Tino Martin, rapper Donnie en Kris Kross Amsterdam de handen ineen met hun vernieuwde versie van het nummer Vanavond (Uit m'n bol). De single kreeg veel aandacht van Nederlandse en Belgische radiozenders.
In 2023 ging zijn oudere broer Joop Hazes viraal en scoorde een hit met het nummer Mijn broertje, een nummer dat gaat over André. In het nummer kijkt Hazes terug op zijn jeugd en het leven van zijn jongere broer die hij omschrijft als een echte volksheld. Ook reflecteert hij op de reden dat hij jong uit huis ging - hij wilde niet langer in het gezin blijven waar alles draaide om drank en geld.
Op 10 februari 2024 gingen de deuren open van Brasserie Casa Hazes in het Spaanse Torremolinos. Met het openen van een eigen Hazes-brasserie ging er een langgekoesterde wens van André in vervulling.
Op 29 april 2025 presenteerde Gerard Joling zijn aanstaande single waarop hij wederom een duet zingt met Hazes: I've Been Loving You Too Long van Otis Redding. Hazes zelf bracht het nummer al uit in 1989, Joling voegde zijn vocalen eraan toe. Theo Hazes, de jongere broer van André werd voor de clip ingezet als body double.

## Privé
Op 5 april 1974 trouwde Hazes voor de eerste keer, met Annie Dijkstra. Hij had met zijn echtgenote toen al een dochter: Nathalie. In dit huwelijk had Hazes ook een stiefzoon. Het paar scheidde op 11 juli 1979. Dijkstra is na de scheiding met André getrouwd met zijn oudere broer Joop Hazes, die in 2023 viraal ging met het nummer Mijn broertje. In 1998 werd Hazes opa van een kleinzoon van zijn dochter Nathalie.
Op 24 maart 1981 trouwde Hazes voor de tweede maal, nu met Ellen Wolf. Zij kregen het jaar erop een zoon, Melvin. Hij staat op de voorkant van de single en het album Kleine jongen. Ook is het productiebedrijf van Hazes naar zijn zoon vernoemd. Hazes en Wolf scheidden op 18 september 1990. Wolf overleed in 2005 op 47-jarige leeftijd aan borstkanker.
Op 14 oktober 1991 trouwde Hazes met de bijna twintig jaar jongere Rachel van Galen. Rachel had eerder in 1985, op vijftienjarige leeftijd, een affaire met de toen 34-jarige Hazes.  In 2003 werd een echtscheidingsprocedure gestart. Ze hadden zich echter in 2004 weer verzoend. Uit dit huwelijk werden twee kinderen geboren, Roxeanne en André Hazes jr. In 2014 kreeg Hazes junior een relatie waaruit in 2016 een zoon, André III, werd geboren.
Eerste echtgenote Dijkstra spande in 2005 tweemaal een kort geding aan tegen Rachel Hazes om de publicatie van het boek Typisch André te voorkomen wegens smaad. De rechter wees dit af en stelde dat de vrijheid van meningsuiting van Rachel Hazes boven Dijkstra's recht op privacy stond.
In 2014 veranderde Dré Hazes junior zijn artiestennaam naar André Hazes junior. Sinds 2016 gaat hij verder onder de naam zijn vader. Het recht de naam André Hazes te voeren, wordt betwist door zijn moeder Rachel Hazes. 